# Triptyque de Sant'Agostino
Le Triptyque de Sant'Agostino (en italien : trittico di Sant'Agostino) est une peinture a tempera sur panneau de bois de 198 × 257 cm, datant d'entre 1324  et 1328, exécutée par le peintre de l'école siennoise Simone Martini. Initialement destinée à figurer dans l'église Sant'Agostino, le triptyque est aujourd'hui conservé à la pinacothèque nationale de Sienne.

## Histoire
Simone Martini, après plusieurs séjours à Assise, Pise et Orvieto, retourne à Sienne pour ses fresques au Palazzo Pubblico ; au cours de ces années (1324-1328), il réalise également le retable du bienheureux Agostino Novello, pour une des églises de Sienne.

## Sujet
Augustin Novello dit il Panormitano (Tarano, 1240 – Sienne, 19 mai 1309) devient, après avoir abandonné une vie de soldat, religieux dans l'ordre de Saint Augustin ; il en devient prieur général vers 1290. Il se retire ensuite dans un ermitage à San Leonardo al Lago, non loin de Sienne.
On lui prête après sa mort des épisodes miraculeux, lesquels sont représentés sur les quatre scènes des panneaux latéraux du triptyque, dans le but de faire de lui le saint patron de la ville (sans succès).

## Description
Entre trois formats à hauts cintrés à arches trilobées, deux tondi représentent deux pères de l'église.
Panneau centralSaint Agostino Novello se tient debout tourné vers la droite, tenant un livre à couverture rouge (les Constitutions de l'Ordre qu'il a rédigées) des deux mains : un petit ange à ailes bleues lui « susurre » à l'oreille droite qu'il tend par le lobe, en symbole de la divine inspiration.
Scènes des miracles

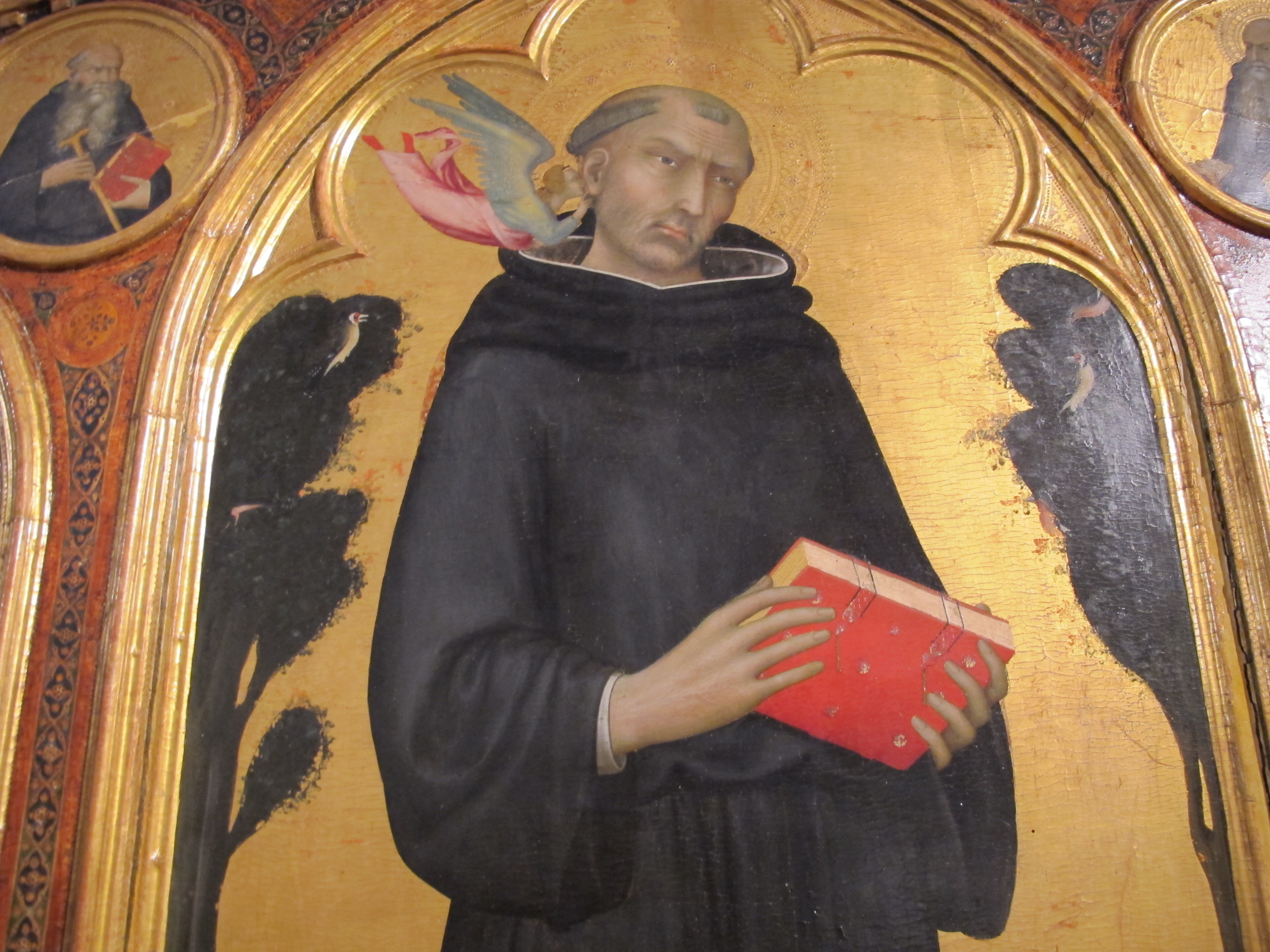

Chacune des quatre scènes est structurée à l'identique dans le même format (82 × 67 cm) : l'accident, l'intervention du saint (plusieurs fois représenté dans la même scène), la prière qui suit, les décors issus de la ville ou de la campagne siennoise.
panneau de gauche :
- L’enfant attaqué par un loup (en haut)
- L'enfant tombé du balcon

panneau de droite :
- L’accident du chevalier tombé dans un ravin (en haut)
- L’enfant tombé du berceau (également connue sous le nom de miracle Paganelli)

|  |  |  |  |

## Sources
- Notice de BS Éditions